# 北畠教具
北畠 教具（きたばたけ のりとも）は、室町時代中期の公卿。左近衛中将・北畠満雅の子。官位は権大納言・正二位。伊勢国司北畠家の第4代当主で、伊勢国の守護大名でもある。

## 生涯
父が戦死した時は7歳とまだ幼少であった為、叔父の大河内顕雅が政務を代行していた。
嘉吉元年（1441年）、19歳で伊勢国司となり、将軍の足利義教から一字を賜って教具と名乗った。同年、義教が暗殺される事件（嘉吉の乱）が起こると、その首謀者の一人で伊勢国に逃亡してきた赤松教康の保護を拒否して自殺に追い込み、幕府に恭順を誓った。
文安5年（1448年）に長野氏と所領を巡り合戦を行っている。
右近衛中将を経て、宝徳3年（1451年）参議に任ぜられ公卿に列す。宝徳4年（1452年）従三位、享徳2年（1453年）正三位と昇叙され、康正2年（1456年）権中納言に昇進した。長禄2年（1458年）従二位に叙せられている。
応仁元年（1467年）の応仁の乱では北畠家は東軍についたが、教具は足利義政から上洛を許されず大和国長谷寺にいて洛中の戦闘には参加していない。同年8月に在京していた一族の木造教親を通じて伊勢に亡命してきた足利義視を保護するため、9月6日に長谷寺を離れ、伊勢に御所を造っている。
応仁2年（1468年）2月、伊勢守護は西軍の一色義直であったため、東軍の土岐政康が新たに伊勢守護に任じられて伊勢に攻め込んだ。同年4月、上洛の勅書が届いたため、足利義視は丹生を発った。義視と教具が平尾に着くと伊勢、伊賀の国人が尽く伺候したが、土岐政康は背いたため、林崎・若松・柳・楠原の諸城を攻め落としている。文明元年（1469年）権大納言に至る。
文明2年（1470年）には北上し三重郡・朝明郡にも進出した。
文明3年（1471年）3月23日に伊勢国で死去した。享年49。死因は腫物であったようである。跡を嫡男の政具が継いだ。

## 官歴
『諸家伝』による。
- 時期不詳：右近衛中将。正四位下
- 宝徳3年（1451年） 日付不詳：参議、元右中将
- 宝徳4年（1452年） 正月：従三位。3月28日：辞参議
- 享徳2年（1453年） 正月5日：正三位
- 康正2年（1456年） 3月29日：権中納言
- 康正3年（1457年） 3月29日：辞中納言
- 長禄2年（1458年） 日付不詳：従二位
- 文明元年（1469年） 8月28日：権大納言（在伊勢国）
- 文明3年（1471年） 3月23日：薨去（於伊勢国）